# C'est peut-être pas l'Amérique
C'est peut-être pas l'Amérique (en español: Puede que no sea América) fue la entrada luxemburguesa en el Festival de la Canción de Eurovisión 1981 , interpretada en francés por el cantante francés Jean-Claude Pascal . Pascal, junto con Anne Marie David de Luxemburgo y Francia, Izhar Cohen de Israel , Johnny Logan de Irlanda , Charlotte Perrelli y Carola de Suecia y Alexander Rybak de Noruega, fue uno de los pocos ganadores de Eurovisión que regresó al Concurso desde su inicio hace seis décadas, con la canción Nous les amoureux".
"C'est peut-être pas l'Amérique" se convirtió un elogio de Europa y su estilo de vida, con Pascal cantando que "América no lo es todo" y explicando que prefiere los vientos del Sur de Francia y la música que escucha allí. Pascal también grabó la canción en alemán, titulada "Heut 'ist vieles sehr amerikanisch" ("Hoy la mayoría de las cosas son muy americanas").
Jean-Claude Pascal murió en 1992.